# Oranjefrankolin
Oranjefrankolin (Scleroptila gutturalis) är en fågel i familjen fasanfåglar inom ordningen hönsfåglar.

## Utseende och läte
Oranjefrankolinen är en medelstor vackert tecknad frankolin. I flykten syns rostfärgade inslag i vingarna. Jämfört med liknande miombofrankolinen saknar den tvärband på buken och olikt rödvingad frankolin har den ett svart halsband. Lätet är ett snabbt upprepat "chuk-a-cheiw".

## Utbredning och systematik
Oranjefrankolinen förekommer dels i nordöstra Afrika, dels i södra Afrika. Den delas upp i fyra underarter i tre distinkta grupper:
- gutturalis-gruppen
  - Scleroptila gutturalis gutturalis – förekommer i norra Etiopien
  - Scleroptila gutturalis lorti – förekommer från Uganda till Sudan, södra Etiopien och Somalia
- Scleroptila gutturalis jugularis – förekommer i Kalahariöknen i norra Namibia till sydvästra Angola
- Scleroptila gutturalis levaillantoides – förekommer från södra Botswana till östra Namibia, Lesotho och norra Sydafrika

Vissa urskiljer även underarterna archeri och pallidior med utbredning i södra Etiopien, sydöstra Sydan, norra Uganda och nordvästra Kenya respektive norra Namibia.

## Släktestillhörighet
Tidigare placerades den i släktet Francolinus. Flera genetiska studier visar dock att Francolinus är starkt parafyletiskt, där arterna i Pternistis står närmare  t.ex. vaktlar i Coturnix och snöhöns.

## Levnadssätt
Archerfrankolinen hittas på marken i områden med tjockt gräs, dels i rena gräsmarker, dels i öppen savann. Arten är skygg och tillbakadragen.

## Status
Arten har ett stort utbredningsområde och beståndet anses stabilt. Internationella naturvårdsunionen IUCN listar den därför som livskraftig (LC).